# Ōno-ji
Le Ōno-ji ou Ōno-dera (大野寺) est un temple de l'école Shingon du bouddhisme, situé dans la ville d'Uda, préfecture de Nara au Japon.
Selon la légende et le mythe, le temple est fondé par En no Gyōja en 681. L'entrée ouest est donnée au Murō-ji par Kūkai en 824.

## Vue d'ensemble
Le Ōno-ji est surtout connu pour sa sculpture de pierre du bodhisattva Maitreya (11,5 m de haut), réalisée de l'autre côté de la rivière Uda (宇田川), au nord du temple. La sculpture avait été commandée par l'empereur abdiqué Go-Toba, en réponse au moine Gaen (雅縁) du Kōfuku-ji. Un maçon de la dynastie Song passe pour avoir créé la sculpture entre 1207 et 1209. Parmi les autres trésors du temple se trouve l'image en bois du bodhisattva Jizō, désigné bien culturel important.

## Source de la traduction
- (en) Cet article est partiellement ou en totalité issu de l’article de Wikipédia en anglais intitulé « Ōno-ji » (voir la liste des auteurs).